# توماس غريفز (رسام)
توماس غريفز (بالإسبانية: Tomás Graves)‏ هو رسام إسباني، ولد في 27 يناير 1953.